# Kopnena vojska JNA
Kopnena vojska (KoV) je po brojnosti bila najveća grana (vid) Jugoslavenske narodne armije. Imala je oko 140.000 aktivnih vojnika (uključujući 90.000 ročnika), a mogla je u ratnim okolnostima mobilizirati preko milijun rezervista. Rezervne snage su bile organizirane po republičkim linijama u snage Teritorijalne obrane, a koje su u ratnim prilikama bile su podčinjene Vrhovnoj komandi JNA kao integralni dio obrambenog sustava. Teritorijalnu obranu činili su bivši ročnici koji su povremeno bilo pozivani na vojne vježbe.

## Povijest
Kopnena vojska JNA svoje korijene vuče iz Drugog svjetskog rata tj. partizanskih jedinica. Kao dio antifašističke borbe tokom Drugog svjetskog rata, Narodno-oslobodilačka vojska Jugoslavije (NOVJ) je formirana je 22. prosinca 1941. u Rudu u Bosni i Hercegovini. U veljači 1945., NOVJ je preimenovana u Jugoslavenska armija, a 22. prosinca 1951. godine dodan je pridjev narodna. Dan Vojske SFR Jugoslavije se obilježavao svake godine na 22. prosinca.
U oružanim snagama SFR Jugoslavije u sastavu KoV- su bili: rodovi vojske, pješaštvo, oklopne jedinice, topništvo, topničko-raketne jedinice (PVO), veza i atomsko-biološko-kemijska obrana.
Po Ustavu Jugoslavije iz 1974. godine KoV je bila podjeljena u šest vojnih oblasti u pet republika:
- Prva armija (Beograd) - sjever SR Srbije i SAP Vojvodina
- Druga armija (Niš) - jug SR Srbije i SAP Kosovo
- Treća armija (Skoplje) - SR Makedonija
- Peta armija (Zagreb) - SR Hrvatska
- Sedma armija (Sarajevo) - SR Bosna i Hercegovina
- Deveta armija (Ljubljana) - SR Slovenija

## Naoružanja i vojna oprema
| Tenkovi              | Tenkovi          | Tenkovi           | Tenkovi              | Tenkovi       |
| Vozilo               | Zemlja porijekla | Godine korištenja | Tip                  | Brojno stanje |
| -------------------- | ---------------- | ----------------- | -------------------- | ------------- |
| М3 Stuart            |                  | 1944. – 1956.     | laki tenk            | 25+           |
| PT-76                |                  | 1968. – 1992.     | laki tenk            | 63            |
| Т-34/85              |                  | 1945. – 1992.     | srednji tenk         | ~1018         |
| Т-34/85              |                  | 1945. – 1950.(?)  | srednji tenk         | ~5            |
| M4 Sherman           |                  | 1951. – 1973.     | srednji tenk         | 630           |
| M47 Patton           |                  | 1951. – 1988.     | srednji tenk         | 319           |
| Т-54                 |                  | 1961. – 1992.     | osnovni borbeni tenk | 140           |
| T-55                 |                  | 1964. – 1992.     | osnovni borbeni tenk | ~1600         |
| T-72                 |                  | 1979. – 1992.     | osnovni borbeni tenk | 72 do 76      |
| M-84                 |                  | 1983. – 1992.     | osnovni borbeni tenk | ~430          |
| Samohodna vozila     |                  |                   |                      |               |
| Vozilo               | Zemlja porijekla | Godine korištenja | Tip                  | Brojno stanje |
| M7                   |                  | 1945. - ?         | samohodno topništvo  | 70+           |
| M8                   |                  | 1945. - ?         | samohodno topništvo  | 7             |
| ISU-152              |                  | 1945. - ?         | samohodno topništvo  | 1             |
| 2S1 Gvozdika         |                  | 1953. – 1992.     | samohodno topništvo  | ~100          |
| SU-76                |                  | 1945. – 1956.     | lovac tenkova        | 87            |
| M18 Hellcat          |                  | 1953. – 1992.     | lovac tenkova        | 250           |
| M36 razarač tenkova  |                  | 1952. – 1992.     | lovac tenkova        | 399           |
| SU-100               |                  | 1945. – 1992.     | lovac tenkova        | 40            |
| Samohodna POV vozila |                  |                   |                      |               |
| Vozilo               | Zemlja porijekla | Godine korištenja | Tip                  | Brojno stanje |
| M15 MGMK             |                  | 1951. - ?         | samohodno topništvo  | 15            |
| M53/59 Praga         |                  | 1969. – 1992.     | samohodno topništvo  | 789           |
| ZSU-57-2             |                  | 1961. – 1992.     | samohodno topništvo  | 60            |
| BOV                  |                  | ? - 1992.         | samohodno topništvo  | 150+          |

## Galerija
- М3 Stuart
- PT-76
- M47 Patton
- T-55
- T-72
- M7
- ISU-152
- 2S1 Gvozdika
- M18 Hellcat
- M36
- SU-100
- M53/59 Praga
- ZSU-57-2
- BOV